# Chia (plant)
Chia, ook wel bekend als Salvia hispanica, is een plantensoort uit de lipbloemenfamilie, afkomstig uit Centraal- en Zuid-Mexico en Guatemala. Uit overleveringen blijkt dat het werd geteeld door de Azteken voordat Columbus Amerika ontdekte, en dat de jaarlijkse belasting in chia betaald werd aan de machthebbers. Chia wordt nog steeds gebruikt in Mexico en Guatemala, met de gemalen zaadjes, terwijl het hele zaad wordt gebruikt als voedingsingrediënt en wordt toegevoegd aan voedzame drankjes.

## Etymologie
Het woord chia is afgeleid van het woord chian, uit de taal van de Nahua, een Mexicaans volk dat afstamt van de Azteken, en betekent “vettig”. De Mexicaanse staat Chiapas heeft zijn naam te danken aan het Nahuatlwoord voor “chiawater” of “chiarivier”.

## Beschrijving
Chia is een eenjarige plant die ca. 1 meter hoog wordt. De plant heeft tegenovergestelde bladeren van 4–8 cm lang en 3–5 cm breed. De bloemen zijn paars of wit en komen voor in talloze clusters aan het eind van iedere stengel.

## Zaden
Chia wordt in het algemeen geteeld voor het zaad, in principe rijk aan omega 3-vetzuren, aangezien 25−30% van het zaad extraheerbare plantaardige olie bevat, inclusief alfalinoleenzuur (ALA). Chiazaadjes zijn bijzonder klein en ovaal van vorm met een diameter van ongeveer 1 mm, gespikkeld met de kleuren bruin, grijs-zwart en wit.
Chiazaad wordt traditioneel geconsumeerd in Mexico en het zuidwesten van de Verenigde Staten, en is in het tweede decennium van de 21e eeuw in Europa bekend geraakt als superfood. Volgens de overlevering werd chia verbouwd door de Nahua, een (Azteken)cultuur in Centraal-Mexico.
Chia wordt commercieel verbouwd in het land van oorsprong Mexico, en in Paraguay, Bolivia, Argentinië, Ecuador, Australië en Guatemala. In 2008 was Australië de grootste producent van chia. Een vergelijkbare soort, golden chia, wordt op eenzelfde manier gebruikt, maar niet commercieel verbouwd als voeding. Salvia hispanica wordt meestal op de markt gebracht onder de naam chia, maar ook onder verschillende handelsmerken.

## Toepassingen
In 2009 keurde de Europese Unie chiazaad goed als een novel food, waarmee het als veilig wordt beschouwd voor consumptie.
Chiazaad werd (en wordt) voornamelijk verkocht als zangzaad, maar men ontdekte dat ook mensen het rauw kunnen eten. Vraag en prijzen rezen. Het is een manier om proteïne, vetten en vezels binnen te krijgen. Gemalen chiazaad wordt soms toegevoegd aan een ruw meel gemaakt van geroosterde maiskorrels. In Mexico consumeert men chiazaadjes toegevoegd aan water of vers vruchtensap, dit staat bekend als chia fresca. De geweekte zaadjes zijn geleiachtig van aard en worden gebruikt in pap en pudding. Gemalen chia wordt toegepast in bakproducten, waaronder brood, cake en kaakjes. Kiemen van chia worden op eenzelfde manier gebruikt als kiemen van alfalfa: in salades, op sandwiches en in andere gerechten. Chia wordt als gezondheidsproduct ook steeds vaker gebruikt als aanvulling op de dagelijkse voeding.

## Voedingswaarden en gezondheidsvoordelen
In 28 gram (1 ounce) gedroogd chiazaad zit 9% van de aanbevolen dagelijkse hoeveelheid (adh) proteïne (4 g), 13% van de adh vet (9 g) (waarvan 57% alfalinoleenzuur) en 42% van de adh aan voedingsvezel (11 g), bij een dagelijkse inname van 2000 kilocalorieën. Daarnaast ook nog 18% adh calcium, 27% adh fosfor en 30% adh mangaan. De zaden bevatten fosfor, mangaan, calcium, kalium en natrium in hoeveelheden vergelijkbaar met andere eetbare zaden, zoals lijnzaad of sesamzaad.
Een eerste systematische beoordeling van de beschikbare gegevens wijst op de verwachtingen die er zijn van chia als gezonde voeding bij bepaalde ziektes, maar laat ook zien dat deze verwachtingen niet berusten op bewijzen afkomstig uit enig onafhankelijk wetenschappelijk onderzoek.

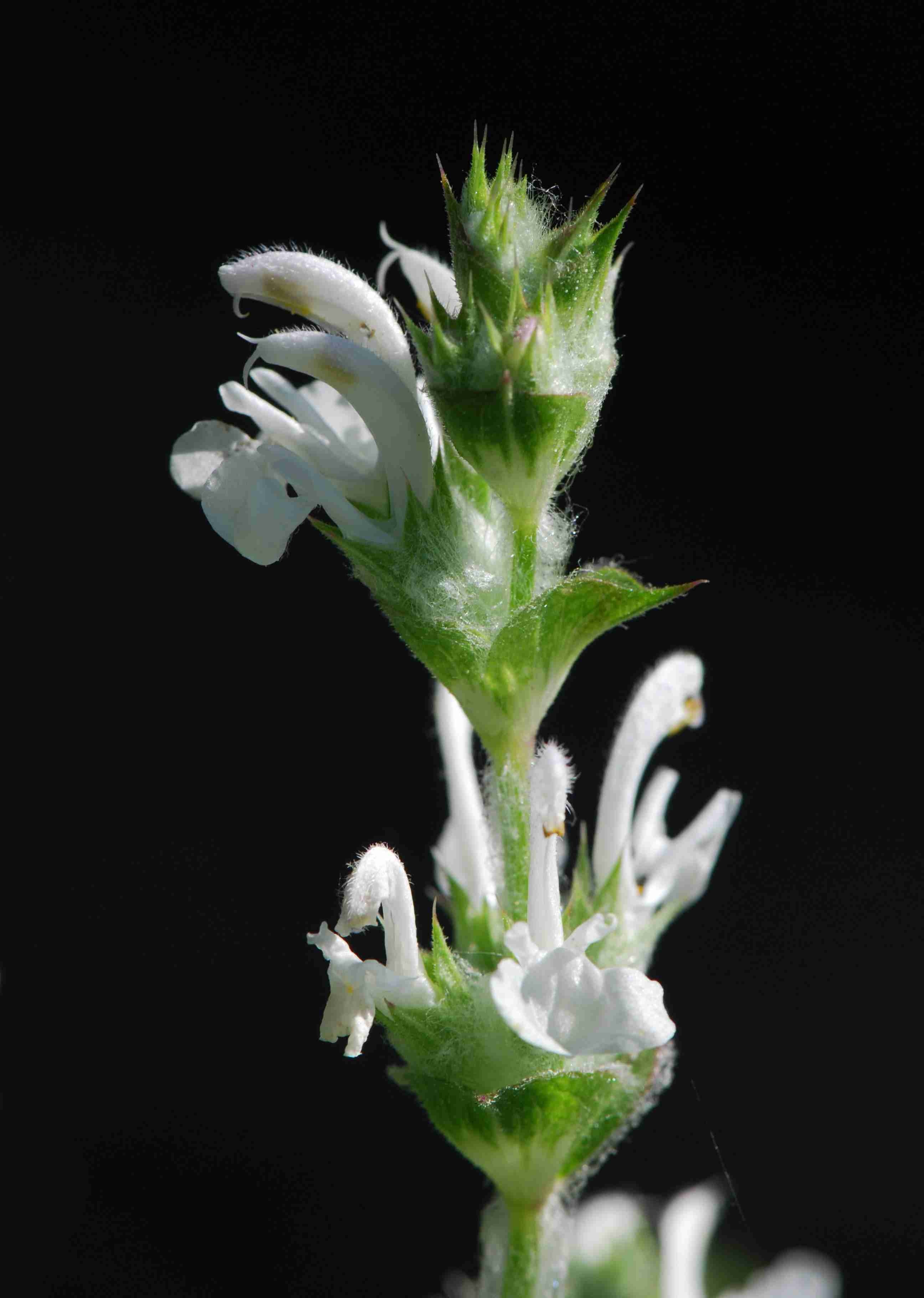
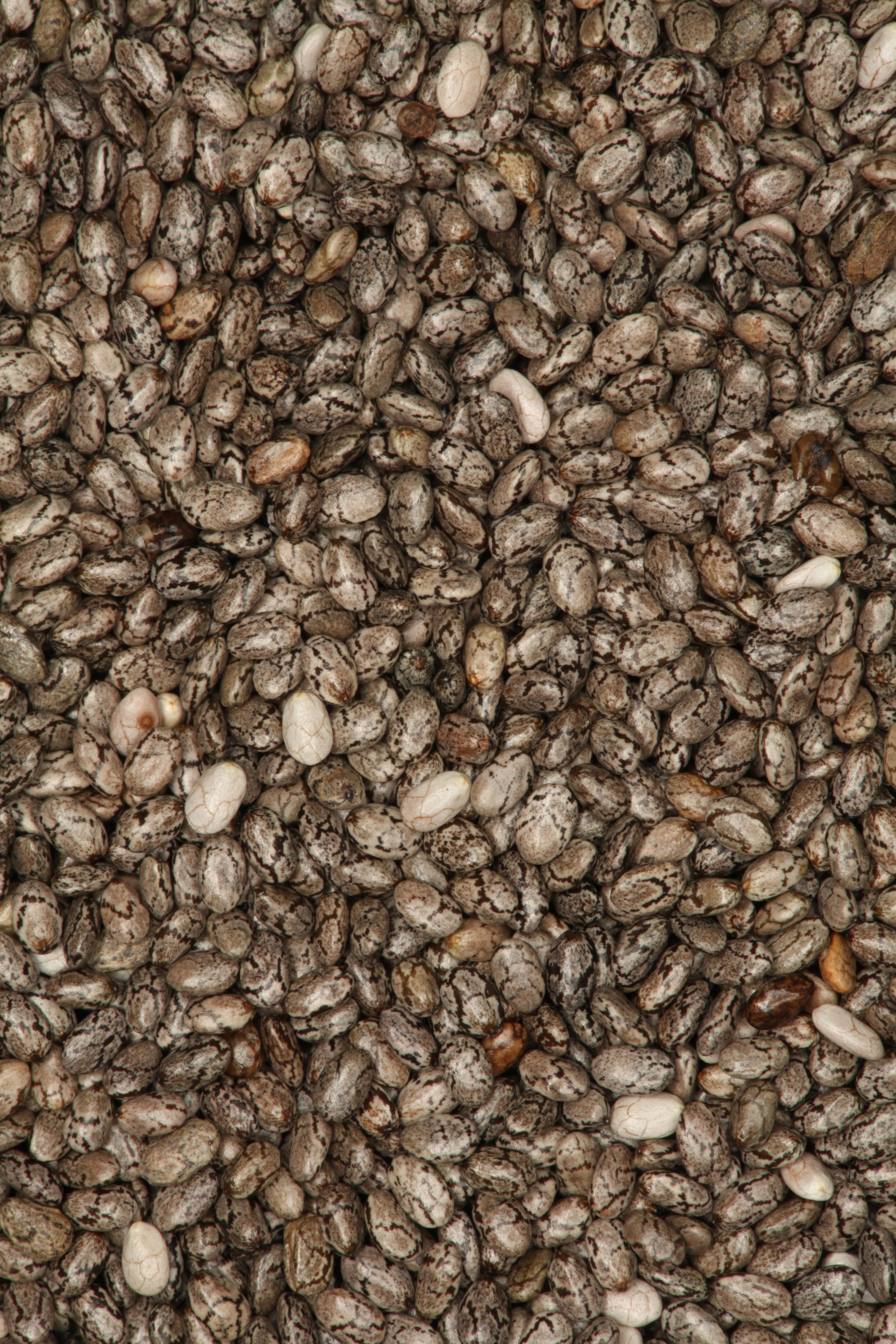
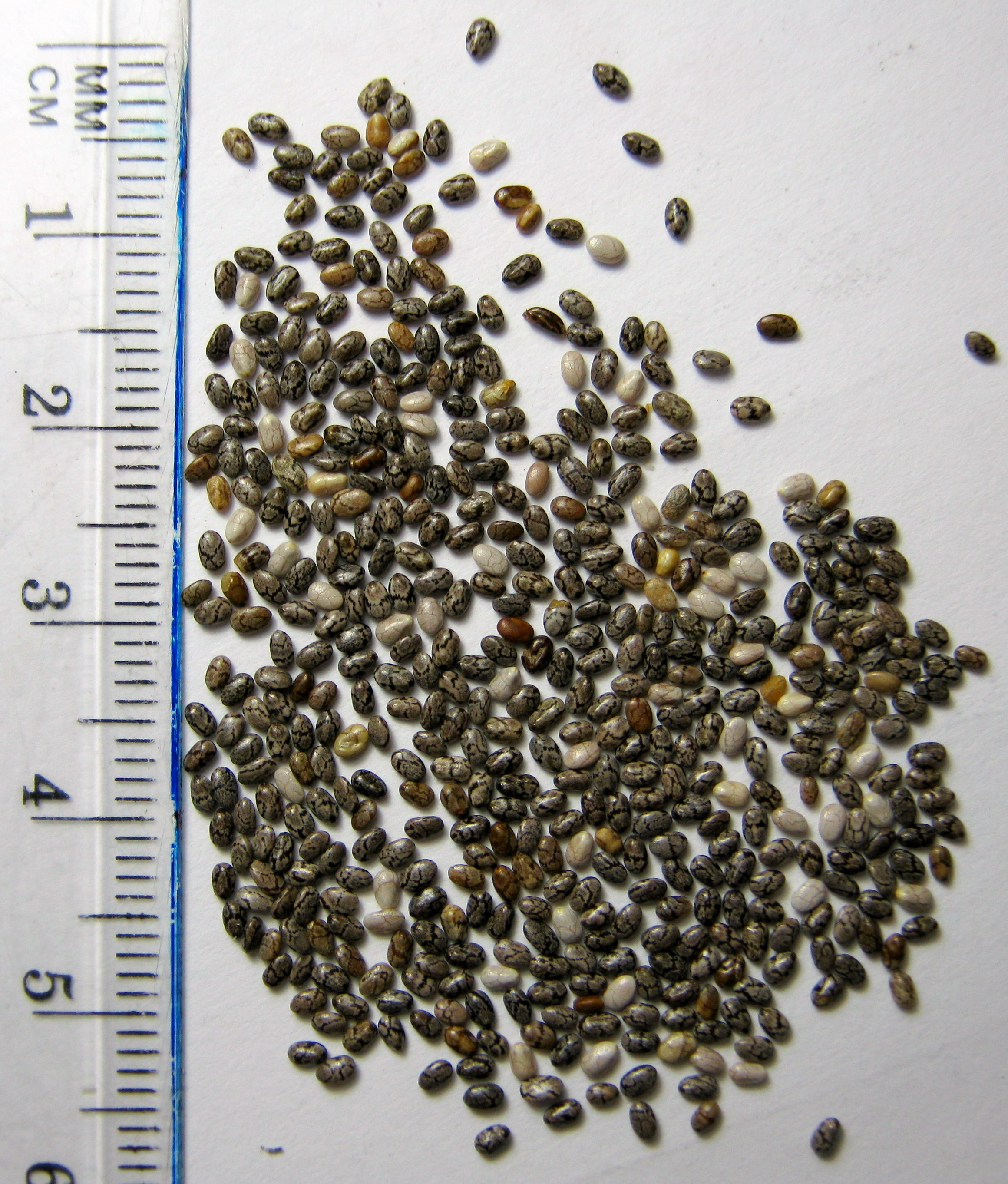